# Одесский 48-й пехотный полк
48-й пехотный Одесский Императора Александра I полк — пехотная воинская часть Русской императорской армии.
- Старшинство — 6 ноября 1811 г.
- Полковой праздник — 23 апреля.

## Места дислокации
В 1820 году — Херсон. Полк входил в состав 19-й пехотной дивизии. 

## Формирование и кампании полка
Полк сформирован 6 ноября 1811 г. из рот Углицкого пехотного, Московского, Архангелогородского и Казанского гарнизонных полков, в составе трёх батальонов, под названием Одесского пехотного полка и в составе 27-й пехотной дивизии генерала Неверовского, принял доблестное участие в Отечественной войне. Под Бородиным Одессцы, защищая Багратионовы флеши, потеряли 2/3 своего состава. За Отечественную войну Одесскому полку был пожалован «поход за военное отличие».
В кампании 1813 г. Одесский полк находился в сражениях при Дрездене, Кацбахе и Лейпциге и при блокаде Майнца. За кампанию 1814 г. полк получил Георгиевские знамёна с надписью «в воздаяние отличных подвигов, оказанных в сражениях при Бриенн-ле-Шато и Ла-Ротьере» и, кроме того, 3 мая 1814 г.— знаки на кивера с надписью «3а отличие».
В русско-турецкую войну 1828—1829 гг. 1-й и 2-й батальоны полк участвовали в осаде и штурме Браилова, блокировали Шумлу и были выдвинуты к Варне. 16 сентября при Гаджи-Гассан-Ларе Одессцы атаковали войска Омер-Врионе-паши и отбросили турок, стремившихся прорваться в осаждённую Варну. За доблестное участие в той войне полку были пожалованы 6 апреля 1830 г. серебряные трубы.
28 января 1833 г., после присоединения 1-го и 3-го батальонов 38-го егерского и 2-го батальона 40-го егерского полков Одесский полк был назван егерским и приведён в состав четырёх действующих и двух резервных батальонов. В следующем году батальон бывшего 40-го егерского полка был выделен в отдельный Кавказский линейный № 10 батальон, впоследствии вошедший в состав 154-го пехотного Дербентского полка.
В Венгерскую войну 1849 г. Одесский полк, находясь в отряде генерала Чеодаева, участвовал в боях у сёл Геремболи и Зольца и при занятии Токая и Дебрецена.
При начале Восточной войны Одесский полк был назначен в состав отряда генерала Липранди, 25 декабря 1853 г. при неожиданном нападении турецкой дивизии на с. Четати Одесский полк с 6 орудиями быстро двинулся на выручку Тобольского полка и, пройдя 12 вёрст в 2 часа, стремительно атаковал неприятеля. Несмотря на превосходство сил, турки были разбиты и отступили за Дунай. 10 марта 1854 г. для Одесского полка были сформированы в России из бессрочно-отпускных 7 и 8-й запасные батальоны. 5 и 6-й батальоны в это время находились в Одессе и выдержали здесь 10 апреля 1854 г. бомбардировку англо-французского флота.
В августе 1854 г. Одесский полк был назначен на усиление войск в Крыму и, прибыв 20 октября в Севастополь, принял участие в сражении при Балаклаве, во время которого взял штурмом турецкий редут № 4. 31 марта 1855 г. Одесский полк вошел в состав гарнизона Севастополя и участвовал в отражении штурма 6 июня. 4 августа 1855 г. полк принял участие в сражении на р. Чёрной, во время которого он, перейдя реку вброд, по плечи в воде атаковал предмостное укрепление. Выбив из него неприятеля, Одессцы продолжали атаку Федюхинских высот и захватили французскую батарею. Во время этой атаки полк потерял своего храброго командира полковника Скюдери, почти всех офицеров и 2/3 нижних чинов.
За подвиги в Крымской войне полку были пожалованы новые Георгиевские знамёна — в 1-м и 2-м батальонах с дополнительной надписью: «25 декабря 1853 г. при Четати, 4 августа 1855 г. на р. Чёрной и за Севастополь 1854 и 1855 гг.», а в 3-м и 4-м батальонах с надписью: «3а особые отличия при Четати 25 декабря 1853 г., на р. Чёрной 4 августа 1855 г. и за Севастополь в 1854 и 1855 гг.».
17 апреля 1856 г., после упразднения егерских полков, Одесский полк был назван пехотным и приведён 23 августа в состав трёх действующих батальонов с тремя стрелковыми ротами. 13 октября 1863 г. из 4-го резервного батальона и бессрочно-отпускных был сформирован Каспийский пехотный полк. 25 марта 1864 г. Одесский полк получил № 48.
В русско-турецкую войну 1877—1878 гг. Одесский полк находился в составе Рущукского отряда и принял участие в сражениях на р. Лом, у Пиргоса, Трестеника и Мечки. За доблестное участие в этих делах полку были пожалованы 17 апреля 1878 г. Георгиевские трубы с надписью «За Турецкую войну 1828—1829 гг. и за отличия 7, 14 и 30 ноября 1877 г.».
7 апреля 1879 года был сформирован 4-й батальон.
25 декабря 1903 года, в 50-летнюю годовщину сражения у д. Четати, участник этого боя генерал-адъютант М. П. Данилов был зачислен в списки полка и назначен шефом 1-й роты.
12 июля 1911 года был утверждён Знак полка. 6 ноября 1911 г., в день столетнего юбилея, полку пожаловано новое Георгиевское знамя с Александровской юбилейной лентой и дополнительной надписью «1811—1911». На торжества по этому поводу Одесская городская дума выбрала делегацию в составе Кадиналовского, Манжелея и Габаева, которая прибыла на празднование и передала приветствия полку от жителей города Одесса.
26 августа 1912 года, в день векового юбилея Бородинской битвы, полк назван 48-м пехотным Одесским Императора Александра I полком. 
На второй день после начала «Великой войны» полк был отправлен на фронт. Действовал в составе 12-й пехотной дивизии XII армейского корпуса. 
Полк расформирован в 1918 году.
За всё время существования 15 офицеров полка стали Георгиевскими кавалерами.

## Знаки отличия полка
- Георгиевское знамя с надписью «В воздаяние отличных подвигов, оказанных в сражении 17 и 20 января 1814 г. при Бриенн-ле-Шато и Ла-Ротьере, 25 декабря 1853 г. при Четати, 4 августа 1855 г. на р. Чёрной и за Севастополь в 1854 и 1855 гг.» и «1811—1911 г.», с Александровской юбилейной лентой
- «Поход за военное отличие»
- Знаки на головные уборы с надписью «3а отличие»
- Серебряные трубы без надписи
- Георгиевские трубы с надписью «За Турецкую войну 1828—29 гг. и за отличия 7, 14 и 30 ноября 1877 г.»
- Полковой марш 48-го пехотного Одесского полка Высочайше утвержденный («Четатский марш») «пожалован за военное отличие» в память о сражении при Четати. Как потом выяснилось «Четатский марш» был присвоен одновременно двум пехотным полкам 48-му Одесскому и 38-му Тобольскому (который тоже участвовал в сражении при Четати). В 1905 году 48-й пехотный Одесский полк получил новый полковой марш «Парижский».

## Шефы полка
- 27.04.1812 — 05.08.1812 — полковник Потулов, Александр Александрович
- 13.12.1814 — 22.06.1815 — полковник Штеге, Георгий
- 25.12.1903 — 17.01.1906 — генерал-адъютант генерал от инфантерии Данилов, Михаил Павлович (шеф 1-й роты)
- 26.08.1912 — ? — император Александр I (вечный шеф)

## Командиры полка
(«Командующий» в дореволюционной терминологии означал временно исполняющего обязанности начальника или командира).

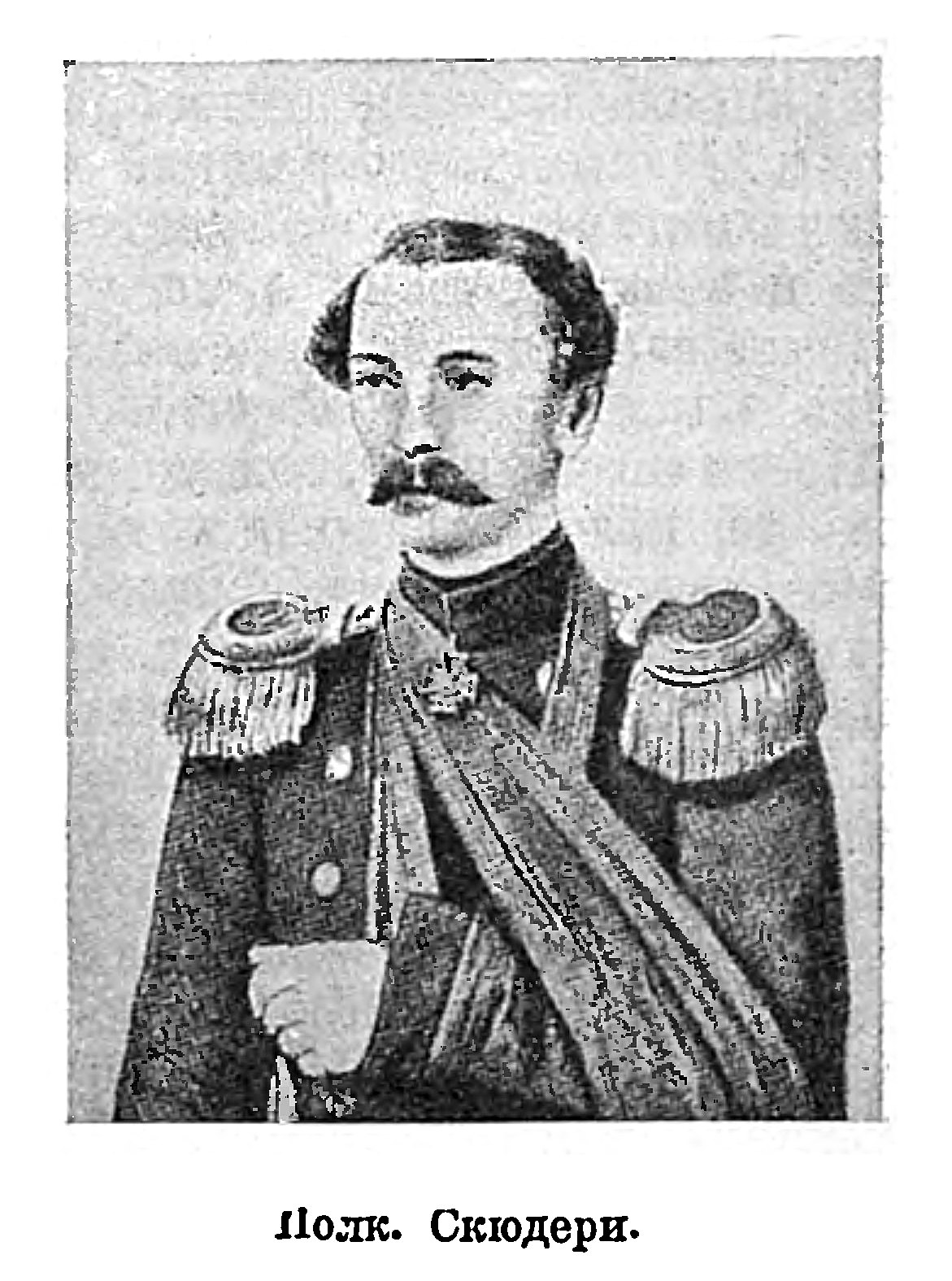
Полковник А. П. Скюдери

- 29.10.1811 — 27.04.1812 — полковник Потулов, Александр Александрович
- 19.07.1812 — 22.06.1815 — полковник Вельяминов, Александр Степанович
- 22.06.1815 — 21.02.1816 — полковник Штеге, Георгий
- 25.02.1816 — 26.12.1821 — подполковник (с 30.08.1816 полковник) фон Дрентельн, Роман Иванович
- 26.12.1821 — 18.02.1823 — полковник Кальм, Фёдор Григорьевич
- 18.02.1823 — 27.03.1829 — подполковник (с 26.11.1823 полковник) Худинский, Иосиф Михайлович
- 27.03.1829 — 05.08.1829 — подполковник Фесенко, Семён Нестерович
- 05.08.1829 — 09.06.1830 — полковник Худинский, Иосиф Михайлович
- 09.06.1830 — 23.01.1831 — командующий подполковник Лысенко, Пётр Григорьевич
- 01.04.1831 — 28.01.1833 — командующий подполковник Осмоловский, Людвиг Филиппович
- 03.06.1833 — 12.02.1836 — полковник Енакиев, Иван Клементьевич
- 12.02.1836 — 17.11.1846 — подполковник (с 06.12.1837 полковник) Варавва, Пётр Фёдорович
- 24.11.1846 — 20.12.1852 — полковник Цытович, Иосиф Васильевич
- 20.12.1852 — 15.02.1854 — полковник (с 19.04.1853 генерал-майор) Жигмонт, Семён Осипович
- 21.03.1854 — 04.08.1855[3] — полковник Скюдери, Александр Петрович
- 30.08.1855 — 16.04.1867 — подполковник (с 1855 полковник) Сарачинский, Михаил Ильич
- 01.05.1867 — хх.хх.1867 — полковник Юрьев, Александр Васильевич
- 13.06.1867 — 03.08.1877 — полковник Домбровский, Александр Васильевич
- 03.08.1877 — 15.11.1884 — полковник Санников, Николай Иванович
- 18.11.1884 — 04.02.1886 — полковник Авинов, Николай Александрович
- 16.02.1886 — 26.02.1894 — полковник Мендт, Эдуард Эдуардович
- 03.03.1894 — 15.02.1900 — полковник Подвальнюк, Николай Иванович
- 24.02.1900 — 07.12.1904 — полковник Койшевский, Николай-Константин Селиверстович
- 23.01.1905 — 14.10.1911 — полковник Лошунов, Иосиф Семёнович
- 14.10.1911 — 07.05.1913 — полковник Флемминг, Константин Александрович
- 18.05.1913 — 28.12.1915 — полковник Невский, Александр Алексеевич
- 05.02.1916 — 19.01.1917 — полковник Корольков, Фёдор Иванович
- 19.01.1917 — до 25.11.1917 — Генерального штаба полковник Раша, Николай Карлович

## Другие формирования этого имени
- Одесский мушкетёрский полк. Сформирован 29 августа 1805 г.; 19 октября 1810 г. переименован в 40-й егерский полк; в 1833 г. упразднён, два батальона были присоединены к Ширванскому пехотному полку (через год они были перенаправлены в Куринский пехотный полк), а один — к Одесскому егерскому полку; в следующем году этот батальон был выделен в отдельный Кавказский линейный № 10 батальон, впоследствии вошедший в состав 154-го пехотного Дербентского полка.
- 10-й уланский Одесский полк. Сформирован в 1817 г.; распущен в 1918 г. после упразднения армии Российской империи.

## Планы увековечивания памяти полка
В 2011 году группа депутатов Одесского городского совета выступила с инициативой об увековечивании памяти Одесского пехотного полка в топонимике города Одессы.